# Nijeholtpade
Nijeholtpade (Stellingwerfs: Ni'jhooltpae ([nɛiɔltˈpæː]), Fries: Nijeholtpea) is een dorp in de gemeente Weststellingwerf, in de Nederlandse provincie Friesland. Het ligt ten oosten van Wolvega op een uitloper van het Drents plateau in een bosrijke omgeving en is een typisch Stellingwerver coulisselandschap.
Het dorp ligt tussen twee gekanaliseerde rivieren: de Linde en de Tjonger (Stellingwerfs: de Lende en de Kuunder). Het gegraven watertje de Scheene loopt midden door het dorp. Tussen de Linde en het dorp ligt een hoge zandrug, die van oudsher de Zanen (de Zanden) wordt genoemd. De ijsbaan in het bos ligt op de Zanen.

## Geschiedenis

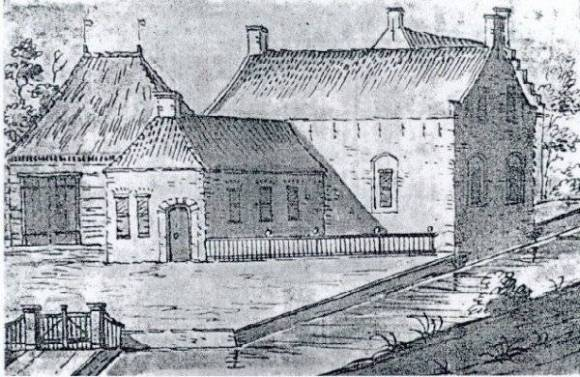
Stins Friesburg te Nijeholpade
Prent van J. Stellingwerf, 1722

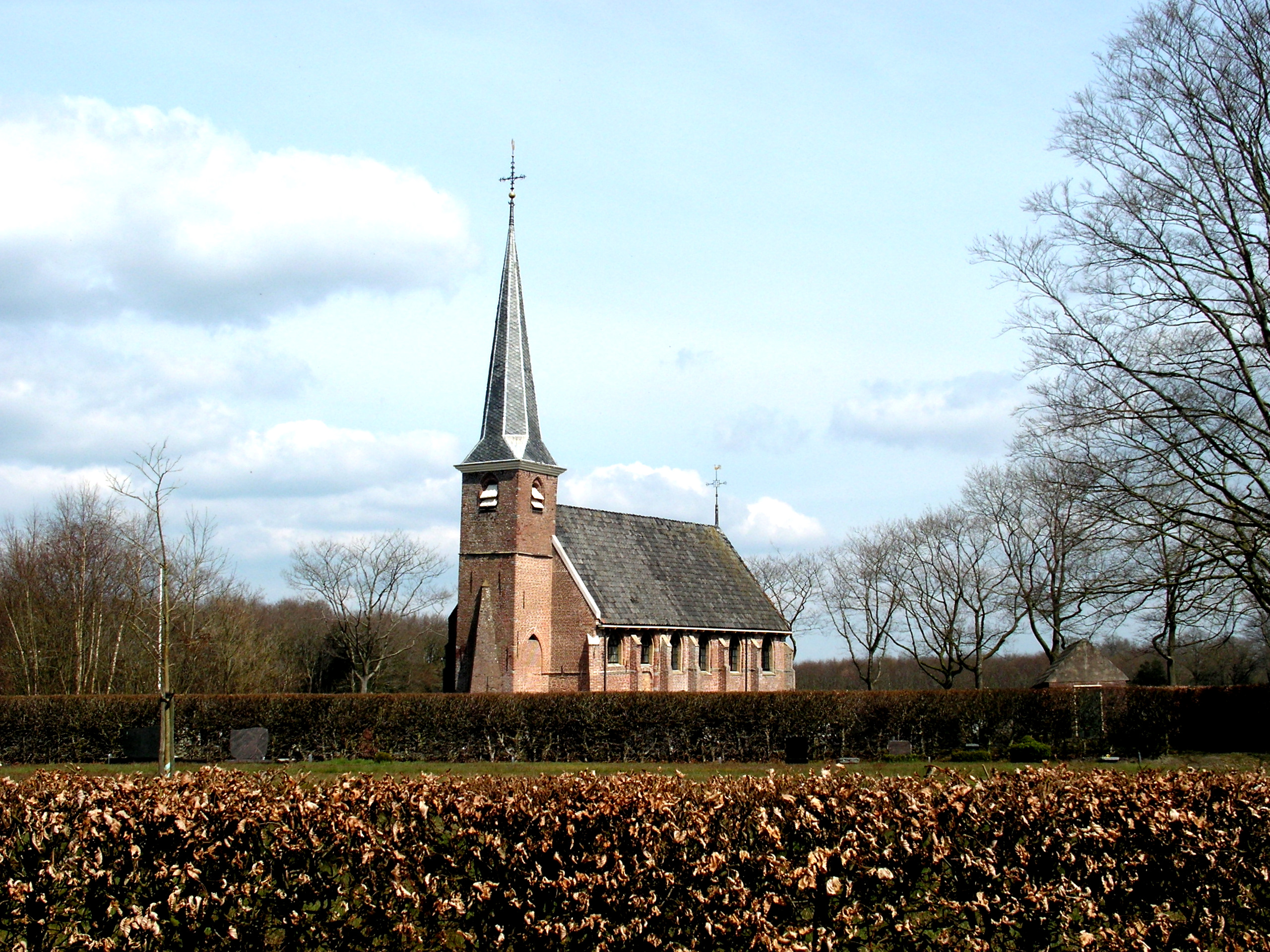
Nicolaaskerk

In het jaar 1399 werd Nijeholtpade voor het eerst in geschriften genoemd. Buurdorp Oldeholtpade wordt in 1204 voor het eerst genoemd, dan nog onder de naam Holenpath. De naam Holenpath betekent ‘pad door de diepte/de laagte’. In 1320 wordt het nog steeds zo genoemd, dus zonder de toevoeging ‘olde’. Blijkbaar was er toen van Nijeholtpade nog geen sprake en is het dorp als dochternederzetting van Oldeholtpade ontstaan tussen het jaar 1320 en 1399, het jaar waarin het voor eerst in de geschriften genoemd wordt.
Nijeholtpade was niet het enige dorp dat tussen Oldeholtpade en Oldeberkoop gesticht werd. Vanuit Oldeberkoop (Brocope) ontstonden twee dochternederzettingen: Ostbrocop (het huidige Nijeberkoop) en Westbrocop (Westnijeberkoop). Westbrocop wordt in 1542/1543 nog als dorp vermeld, maar is later opgegaan in Nijeholtpade.
Het oudste gebouw in Nijeholtpade is de kerk, die dateert uit ongeveer 1525. De voorheen rooms-katholieke kerk was gewijd aan de heilige Nicolaas. In de kerk hangen twee klokken uit de jaren 1598 en 1611. De preekstoel en het orgel werden in 1883 gemaakt. Onder de houten vloer liggen twee grafzerken van leden van het geslacht Lycklama à Nijeholt uit 1627 en 1643. Het dorp gaf zijn naam aan dit geslacht, dat een kleine stins in het dorp bewoonde. Deze stins, met de naam Friesburg of Leemburg stond aan de huidige Vriesburgerweg. De stins werd door Gelderse troepen in 1514 belegerd en verwoest. De familie Lycklama à Nijeholt leverde verschillende grietmannen voor zowel West- als Ooststellingwerf.
Het gebouw, waarin tot 2006 OBS 't Holtpad was gevestigd, dateert uit 1895. Voor die tijd werd het schoolgebouw aan de Hoofdweg 275 gebruikt dat later een bakkerij werd (bakkerij Boterkooper) en nu een woonhuis is. Nog weer eerder was er alleen een winterschool. O.b.s. 't Holtpad is in het voorjaar van 2006 verhuisd naar een nieuwe locatie, multifunctioneel centrum De Ni'je Stienze.